# Die Stunde der Töchter
Die Stunde der Töchter ist ein Spielfilm der DEFA von Erwin Stranka aus dem Jahr 1981.

## Handlung
Richard Roth, Ende fünfzig, verwitwet, Kaderleiter in einem Weimarer Betrieb, ein Mensch, der sein Leben lang den Sozialismus mit aufgebaut hat. Nach einem Fußballspiel, welches er mit Freunden und Kollegen besuchte, bekam er beim Einsteigen in den Bus einen Herzinfarkt. Die jüngste Tochter Nanny, die noch in der Wohnung ihres Vaters wohnt wird benachrichtigt, aber nicht an das Krankenbett ihres Vaters vorgelassen. Nun informiert sie erst einmal ihre drei Schwestern über den Zustand ihres Vaters.
Da ist Ruth, die älteste, die als Ingenieurin auf einer großen Ostseewerft arbeitet. Sie kommt ihrem Vater am nächsten, ist tüchtig und anerkannt, aber allein geblieben. Außerdem leidet sie an einer unheilbaren Augenkrankheit, die zur Erblindung führen wird. Dann kommt Eva, die mit einem hochqualifizierten Hirnchirurgen verheiratet ist und als Lehrerin arbeitet. Für die Reise zum kranken Vater soll sie vom Direktor keinen Urlaub bekommen, da sie in der Schule gebraucht wird. Doch sie stellt klar, dass sie auch ohne Urlaubsschein fahren wird. Gerda ist die dritte Tochter, die mit einem Außenhandelskaufmann verheiratet ist und mit diesem zwei Kinder hat. Das dritte ist unterwegs. Sie leben in Scheidung, da sie nicht mehr den Ansprüchen ihres Mannes genügt. Bleibt noch Nanny, die noch auf der Suche nach sich selbst ist. Sie hat einen Freund, der bald zu einem mehrjährigen Studium in die Sowjetunion delegiert wird.
Ein Besuch der vier Schwestern am Krankenbett ihres Vaters, wird vom behandelnden Arzt nicht gestattet und auch der Versuch, Evas private Beziehungen als Arztgattin zu nutzen, bringt keinen Erfolg. Nur Nanny, die bereits mehrere Stunden auf der Eingangstreppe des Krankenhauses gewartet hat, wird kurzzeitig vorgelassen. Lange hält es Richard Roth nicht auf dem Krankenbett, denn er gehört zu denen, die aktiv und tätig sein müssen. Als klar wurde, dass er nicht mehr als Kaderleiter arbeiten werden kann, übernimmt er eine Stelle als Wachmann in der Pförtnerloge seines Betriebes. Angesichts des erlebten, lebensbedrohenden Herzanfalls stellt er sich nun die Frage, was aus seinen vier Töchtern geworden ist, was von ihm in ihnen weiterleben wird.
Nannys Freund ist inzwischen zum Studium abgereist und sie lernt einen jungen Mann aus dem Betrieb ihres Vaters kennen. Dieser arbeitet dort als Brigadier, der mit seinen Kumpels immer dort eingesetzt wird, wo etwas im Betrieb nicht klappt und der sich gegen solche Arbeitsmethoden wendet. Nanny mag ihn, obwohl sie selbst noch nicht sicher ist, wie ihr Leben weitergeht. Als ihr Freund überraschend aus der Sowjetunion in Urlaub kommt, bekommt er die Situation mit und trennt sich von ihr.
Eva hat inzwischen ihre Lehrerstelle gekündigt, um allein für ihren Mann, der bürgerliche Vorbehalte gegen die sozialistische Gesellschaft hat, da zu sein. Ihren Kinderwunsch lehnt er mit dem Hinweis auf seine ständige Strahlenbelastung ab. Von einem Kongressbesuch in der Bundesrepublik kehrt er nicht mehr in die DDR zurück, sie ergibt sich dem Alkohol, in der Schule wird sie nicht wieder eingestellt und lebt nur noch von dem Verkauf der angehäuften Antiquitäten.
Gerda, die schlicht, einfach und mütterlich ist, wird von ihrem Mann, einem kaltherzigen Karrieristen, geschieden. Die beiden Kinder bekommt er zugesprochen, da sie nicht in der Lage ist, darum zu kämpfen. Durch die Vermittlung ihres Vaters lernt sie, inzwischen von ihrem dritten Kind entbunden, seinen kinderreichen Kollegen, einen Witwer, kennen. Es beginnt damit, dass Gerda hin und wieder auf die Kinder aufpasst. So kommen sich beide näher, sie übernimmt den Haushalt und beide heiraten. Durch Richards Bemühungen wird sein, nun ehemaliger, Kollege Leiter eines FDGB-Heimes im Eichsfeld und Gerda übernimmt eine Stelle in einer Puppenfabrik, wo sie sich weiter qualifizieren kann. Und sie ist wieder schwanger!
Ruth denkt langsam an sich selbst und überlegt, die Bekanntschaft zu einem Kollegen aus der übergeordneten Dienststelle in Berlin, auszubauen. Zum Beginn einer Kreuzfahrt auf dem Urlauberschiff Völkerfreundschaft, die sie von ihrem Vater geschenkt bekommen hat, trifft sie diesen Kollegen auf dem Schiff zufällig wieder. Hier stellt er ihr seine Frau vor, mit der er auf der Hochzeitsreise ist.
Eines Tages sitzt Richard Roth in seiner Pförtnerloge und bewegt sich nicht mehr. Der hinzu gerufene Arzt kann nur noch den Herzstillstand feststellen.

## Produktion
Drehorte für die Außenaufnahmen waren unter anderen in Weimar (inklusive der Gedenkstätte Buchenwald), Leipzig und auf dem Urlauberschiff Völkerfreudschaft.
Für das Szenarium war Walter Stranka verantwortlich und die Dramaturgie lag in den Händen von Werner Beck.
Das DEFA-Studio für Spielfilme (Künstlerische Arbeitsgruppe „Berlin“) drehte Die Stunde der Töchter auf ORWO-Color. Seine Premiere im Kino hatte der Film am 26. Februar 1981 im Berliner Kosmos und die Fernsehpremiere fand am 2. Juli 1982 im 1. Programm des Fernsehens der DDR statt.

## Kritik
Horst Knietzsch fand im Neuen Deutschland, dass er sich hätte vorstellen können, dass das Figurenensemble vielschichtiger wäre und somit zu größerer künstlerischer Tiefe führen würde. Das hätte auch vor mancher Vereinfachung in der Darstellung der Konflikte und der Charaktere bewahren und den Gestalten ein stärkeres individuelles Umfeld geben können. Der Film gibt aber genug Anregungen dafür, das Gesehene mit eigenen Erfahrungen zu vergleichen.
Für Helmut Ullrich wurde in der Neuen Zeit das intellektuelle Milieu im Film nur als billige und gehässige Karikatur dargestellt.
Für das Lexikon des internationalen Films ist dieser Film zu unverbindlich, oberflächlich und in den kritischen Absichten zu durchschaubar und übertrieben.